# 英一舟
英 一舟（はなぶさ いっしゅう、元禄11年（1698年） - 明和5年1月27日（1768年3月15日））は江戸時代の英派の絵師。

## 来歴
英一蝶の門人。一蝶の養子である。名は信種。通称は弥三郎。一舟、東窓、東窓翁、潮窓、潮窓翁と号す。師の画風をよく守り、享保から寛延の頃に活躍している。英家の2代目を継いでいる。
享年71。墓所は芝の二本榎承教寺中顕乗院。門人に一舟の実子、英一川がいる。

## 作品
| 作品名 | 技法     | 形状・員数 | 寸法（縦x横cm）                 | 所有者           | 年代 | 落款                                      | 備考 |
| ------ | -------- | ---------- | ------------------------------- | ---------------- | ---- | ----------------------------------------- | ---- |
| 猩々図 | 紙本著色 | 双幅       | 右幅：88.4x28.0 左幅：84.6x23.4 | 本久寺（亀山市） |      | 各幅に款記「英一舟画」/印文不明白朱文円印 |      |
| 花鳥図 | 紙本墨画 | 1幅        | 88.7x28.0                       | 本久寺（亀山市） |      | 款記「英一舟画」/印文不明白朱文円印       |      |
| 蓬莱図 | 紙本墨画 | 1幅        | 41.5x54.1                       | 福泉寺（亀山市） |      | 款記「英一舟書」/印文不明朱文円印         |      |